# Luiz Pacheco
Luiz Pacheco, né le 7 mai 1925 à Lisbonne et décédé le 5 janvier 2008 à Montijo, de son nom complet Luiz José Gomes Machado Guerreiro Pacheco est un écrivain, éditeur, épistolier, traducteur et critique littéraire portugais.
Il joua un rôle essentiel dans la littérature portugaise en tant qu'éditeur (qu'il considérait être sa contribution majeure à l'histoire littéraire) en créant en 1950 la maison d'édition Contraponto, qui publia des auteurs portugais inconnus pour l'époque tels que Herberto Helder, Natália Correia, Mário Cesariny de Vasconcelos, António Maria Lisboa, António José Forte, Manuel de Lima, Vergílio Ferreira... Il sera aussi le premier éditeur au Portugal du Marquis de Sade avec la publication du Dialogue entre un prêtre et un moribond en 1959.

## Biographie
Luiz Pacheco est né à Lisbonne. Il fréquenta le lycée Camões, à Lisbonne. Il entre à la Faculté des lettres de l'université de Lisbonne, en 1944, il suit les cours de philologie romane, études qu'il finit par interrompre. Pacheco est un écrivain de la génération de José Saramago. Libertin, toujours à court d'argent, il aime de très jeunes femmes. Il est ainsi contraint d'épouser une jeune fille de quinze ans tombée enceinte de lui. Un an plus tard, il se tourne vers la jeune sœur de son épouse. Le ménage à trois vit ensemble, avec d'autres maîtresses et tous ses enfants. Luiz Pacheco s'inspire alors de cette période de sa vie pour écrire en 1964 Comunidade (Communauté), considéré par beaucoup comme un de ses chefs-d'œuvre. Ses deux premières femmes étaient paysannes et il aimait leur apprendre à lire. Il vivait de la générosité de ses amis et il les classait selon ce qu'il pouvait leur emprunter,.

Luiz Pacheco est mort le 5 janvier 2008 à Montijo. Une télévision portugaise (la RTP 2) diffusa un documentaire sur sa vie où interviennent, entre autres, un prix Nobel de littérature (José Saramago), un ancien homme d'État (Mário Soares) et Luiz Pacheco lui-même.

### Dictionnaire philosophique
Vers 1965,  Bruno da Ponte, qui était un de ses amis, lui demanda son aide pour traduire le premier volume du Dictionnaire philosophique de Voltaire. Malgré l’avance financière qui lui avait été faite pour ce travail, Luiz Pacheco ne l’avait pas terminé à la date convenue et dut se mettre à  le taper en vitesse sous la pression de Bruno da Ponte. Mais n’ayant pas de dictionnaire sous la main, il décida de remplacer provisoirement les mots qu’il ne connaissait pas par des équivalents en langage courant qu’il écrivait à l’encre rouge. Malheureusement, il oublia tout à ce sujet et son brouillon fut envoyé à l’impression sans avoir été corrigé par l’éditeur ou un autre traducteur. Les imprimeurs respectèrent scrupuleusement le manuscrit qui leur avait été soumis et, comme il était d’usage, mirent des italiques aux mots tapés en rouge. Luiz Pacheco réalisa finalement son oubli et arriva à temps chez l’imprimeur pour arrêter l’impression du livre et le relire imparfaitement, car, à la page 273 de cette première édition, on peut lire une note de bas de page faisant référence à des « délicieux sandwichs de merde »,.